# Хермансон, Янно
Янно Хермансон (эст. Janno Hermanson; 27 июня 1981, Пярну) — эстонский футболист, вратарь.

## Биография
Начинал взрослую карьеру в низших лигах Эстонии в клубах из родного города — «Пярну ЯК-2», «Тервис», «Левадия» (Пярну). В 2001 году перешёл в резервную команду основной «Левадии», выступавшую тогда под названием «Левадия» (Таллин). Дебютный матч в высшем дивизионе Эстонии сыграл 9 июня 2001 года против ТФМК. Всего в составе команды провёл два с половиной сезона, сыграв 44 матча в чемпионате, также выходил на поле в двух матчах Кубка УЕФА. В 2002 году стал обладателем Кубка Эстонии. Летом 2003 года перешёл в основную команду «Левадии», представлявшую тогда Маарду, сыграл только один матч, а его команда завоевала бронзовые медали.
В 2004 году перешёл в «Таммеку» (Тарту), провёл в клубе два сезона, сначала в первой лиге, а затем — а высшей. С 2006 года играл за «Калев» (Таллин), также в первом сезоне — в первой лиге, а затем в течение двух с половиной сезонов — в высшей. Летом 2009 года перешёл в столичный «Нымме Калью», где провёл полтора года в высшей лиге. В конце 2010 года завершил профессиональную карьеру.
В дальнейшем играл за «Нымме Калью» в высшей лиге по пляжному футболу, а также за таллинские любительские команды в низших лигах по большому футболу.
Всего в высшей лиге Эстонии сыграл 155 матчей.
После завершения спортивной карьеры работал в финансовой сфере.

## Достижения
- Обладатель Кубка Эстонии: 2001/02
- Бронзовый призёр чемпионата Эстонии: 2003